# Delahaye Type 154
Der Delahaye Type 154 ist ein Pkw-Modell aus den 1930er Jahren. Hersteller war Automobiles Delahaye in Frankreich.

## Beschreibung
Die Fahrzeuge wurden zwischen 1934 und 1935 hergestellt. Vorgänger waren Delahaye Type 143 und Delahaye Type 144. Das Konzept war identisch: ein großes Fahrgestell, ein großer Innenraum, aber ein relativ kleiner Motor.
Der Vierzylinder-Ottomotor war in Frankreich mit 12 CV eingestuft. Er hat 80 mm Bohrung, 107 mm Hub, 2151 cm³ Hubraum und 45 PS Leistung. Er ist vorn im Fahrgestell eingebaut und treibt die Hinterachse an. Das Getriebe stammt vom Delahaye Type 134.
Das Fahrgestell ist vom Delahaye Type 126 abgeleitet. Der Radstand beträgt 315 cm. Einzige Karosseriebauform ist eine Pullman-Limousine mit sechs bis sieben Sitzen, die vom Type 134 stammt.
Insgesamt entstanden 34 Fahrzeuge. Die letzten sechs wurden erst 1936 ausgeliefert.